# Сверхмедленные процессы
Под сверхме́дленными традиционно понимаются процессы, текущие величины в которых меняются столь незначительно, что зафиксировать эти изменения трудно или даже совсем невозможно ввиду их малости по сравнению с погрешностью измерений. Изменения величин становятся заметными лишь по прошествии достаточно длительного времени.
Многочисленные примеры сверхмедленных процессов составляют процессы старения — от старения живых организмов до старения строительных конструкций и спутников.
Сверхмедленные процессы — важнейшее понятие при описании некоторых процессов головного мозга.
Сверхмедленными является также и значительный ряд других природных процессов ввиду их сверхмедлительности, выпадающих за пределы традиционных естественнонаучных исследований. Подобные лакуны могут быть легко обнаружены в астрономии, физике, механике, экономике, лингвистике, экологии и др.
К примеру, при течениях жидкости в тонких и длинных трубках возникают «зоны стагнации» — области, в которых потоки почти неподвижны. Если отношение длины трубки к её диаметру велико, то потенциальная функция и функция тока почти неизменны на весьма протяженных участках. Ситуация кажется малоинтересной, однако если мы вспомним, что эти незначительные изменения происходят на сверхдлинных интервалах, то мы увидим здесь целую серию первоклассных задач, требующих разработки специальных математических методов.
Априорная информация относительно зон стагнации способствует оптимизации вычислительного процесса за счет замены искомых функций соответствующими постоянными в таких зонах. Иногда это делает возможным существенно сократить объем вычислений, что было замечено ранее, к примеру при приближенных вычислениях конформных отображений сильно вытянутых прямоугольников.
Получаемые результаты оказываются небесполезными, в частности, для приложений в экономической географии. В случае, когда функция характеризует интенсивность товарообмена на том либо ином географическом пространстве, теоремы о её зонах стагнации дают, при надлежащих ограничениях на выбираемую модель, оценки геометрических размеров зоны стагнации мира-экономики (относительно понятия зоны стагнации мира-экономики см. F. Braudel, Les Jeux de L’echange).
К примеру, если поддуга границы области абсолютно нетранспарентна, а поток векторного поля градиента функции через остальную часть границы достаточно мал, то область является для этой функции зоной стагнации.
Теоремы о зонах стагнации оказываются тесно связанными с предлиувиллевыми теоремами — оценками колебания решений, прямыми следствиями которых являются различные версии классической теоремы Лиувилля об обращении в тождественную постоянную целой двоякопериодической функции.
Выяснение параметров влияния на размеры зон стагнации открывает возможность практических рекомендаций к целенаправленным изменениям конфигурации и, в частности, уменьшению либо увеличению таких зон.